# Морская пехота Китайской Народной Республики
Морская пехота Китайской Народной Республики (кит. трад. 中國人民解放軍海軍陸戰隊, упр. 中国人民解放军海军陆战队, пиньинь Zhōngguó Rénmín Jiěfàngjūn Hǎijūnlùzhànduì, палл. Чжунго Женьминь Цзефанцзюнь Хайцзюньлучжаньдуй) — десантно-штурмовые силы различного назначения, входящие в состав Военно-морских сил КНР. Китайская морская пехота сведена в отдельный корпус со своим штабом. Корпус состоит из 11 бригад морской пехоты, насчитывающих примерно по 5000—6000 человек.
Для снабжения морской пехоты есть мобилизационный резерв из большого количества гражданских ролкеров и контейнеровозов, часть из которых построена по военным стандартам.

## История

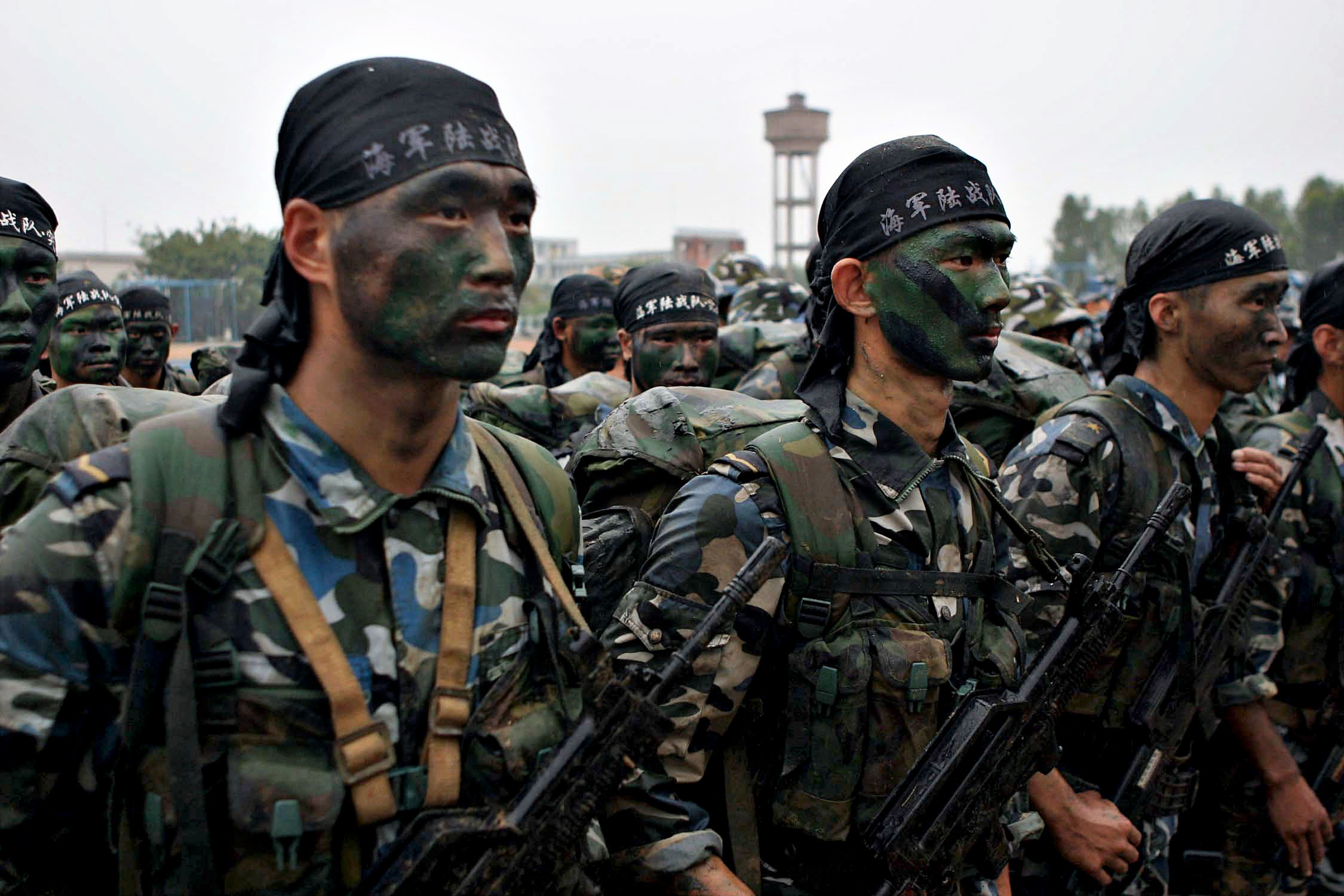
Китайские морские пехотинцы в 2006 году

Морская пехота КНР была образована в 1953 году с целью занятия островов, всё ещё занятых войсками Гоминьдана. К концу Корейской войны китайская морская пехота насчитывала 110,000 человек сведённых в восемь дивизий. Однако в 1957 году все они были расформированы, когда руководство КНР отказалось от своих планов по захвату острова Тайвань. Несмотря на расформирование Корпуса, в составе Военно-морских сил КНР остались несколько полков морской пехоты и плавающих танков.
Когда в середине 70-х годов разгорелись территориальные споры по поводу суверенитета над Парасельскими островами (по-китайски — Сиша) и островами Спратли (по-китайски — Наньша) в Южно-Китайском море, снова появилась необходимость в силах, способных к десантно-штурмовым и амфибийным операциям. В 1979 году китайская морская пехота была воссоздана как род войск и приступила к операциям в Южно-Kитайском море. В 1980 году 1-я бригада морской пехоты была развёрнута на острове Хайнань. В ранние годы своего существования китайская морская пехота, в основном, была ответственна за оборону острова Вуди (остров Yongxing по-китайски) в составе Парасельских островов и нескольких рифов в составе островов Спратли в Южно-Kитайском море.
В связи с нарастанием напряжения между КНР и Китайской Республикой в 90-х годах, численность китайской морской пехоты была снова увеличена. 1-я бригада морской пехоты КНР была доукомплектована и перевооружена. В июле 1998 года 164-я моторизированная пехотная дивизия 41-й армейской группы сухопутных войск НОАК была передана в состав Флота Южного моря ВМС КНР и стала называться 164-й бригадой морской пехоты, с местом базирования в Чжаньцзян, провинция Гуандун.
Бронетанковый элемент морской пехоты был также увеличен за счёт новых плавающих танков и БМП. В связи с этим, увеличилась возможность к высадке на хорошо обороняемое побережье противника.
До середины 90-х годов морская пехота КНР рассматривала регион Южно-Китайского моря как первичный ожидаемый театр военных действий. Организационная структура подразделений морской пехоты и её оснащение главным образом связывались с предстоящим сценарием захвата островов, для которого требуются легко оснащённые, специально обученные пехотные подразделения, действующие при поддержке военных инженеров, расчётов тяжёлых пулемётов и огнемётчиков. Однако, как только центр военной стратегии КНР сместился в сторону возможной военной конфронтации с Китайской Республикой, в конце 90-х годов, морская пехота КНР начала получать более тяжёлые виды вооружения — лёгкие танки, БТР и САУ, пригодные для десантных операций и захвата береговых плацдармов на хорошо защищённом побережье противника.
В 2017 году морская пехота была реформирована и расширена за счёт передачи ей подразделений сухопутных войск и береговой обороны.

## Организационная структура
В 2019 году корпус морской пехоты состоял из восьми бригад: авиационной, специального назначения и шести общевойсковых амфибийных. 
- Корабельная авиационная бригада. Штаб находится в городском уезде Чжучэн провинции Шаньдун.
- Бригада сил специальных операций «Цзяолун». Хайнань.
- Первая бригада морской пехоты. Гуандун.
- Вторая бригада морской пехоты. Гуандун.
- Третья бригада морской пехоты. Фуцзянь.
- Четвёртая бригада морской пехоты. Гуандун.
- Пятая бригада морской пехоты. Шаньдун.
- Шестая бригада морской пехоты. Шаньдун.

К 2024 году корпус получил три дополнительные бригады, общее число которых выросло до 11.
Бригада морской пехоты состоит из нескольких батальонов: воздушно-штурмового, двух амфибийных, лёгкого механизированного, разведывательного, артиллерийского, ПВО, оперативной поддержки и материально-технической поддержки.
В амфибийный батальон входят амфибийные роты, рота огневой поддержки, взвод разведки и специализированные отделения, включая инженерное и ремонтное.
Каждая бригада морской пехоты возглавляется старшим капитаном (эквивалентный старшему полковнику в сухопутных войсках), имеющим в подчинении политического комиссара, нескольких заместителей командующего и начальника штаба. Штаб бригады состоит из четырёх отделов: командный, политический, материально-технического обеспечения и материальный. Полк, как промежуточное звено между батальоном и бригадой, был упразднён. Каждая бригада морской пехоты имеет приблизительно 5000—6000 человек персонала. В бригаде спецназа насчитывается 3000 человек.
В отличие от морской пехоты США, морская пехота КНР ещё не располагает собственными самолётами, поэтому она полагается на поддержку авиации ВВС и ВМС.

## Вооружение
Для нужд морской пехоты созданы собственные плавучие аэродромы — универсальные десантные корабли типа 075 и десантные корабли-доки типа 071. Оба типа кораблей приспособлены для загоризонтной высадки десанта. Танко-десантные корабли типа 072А предназначены не только для морпехов, но и для сбережённых против Тайваня амфибийных подразделений сухопутных войск.
Авиационная бригада морской пехоты оснащена транспортными вертолётами Z-8C и лёгкими противолодочными вертолётами Z-9D. Планируются многоцелевые Z-20, в частности десантно-штурмовая модификация, и разведывательные беспилотники. Модификация Z-20J была принята на вооружение. Китай интересуется российскими ударными вертолётами Ка-52К «Катран».
Вертолёт Z-9D несёт до четырёх ракет YJ-9 в нескольких вариантах. Z-20F(?) берёт 8 противотанковых ракет AKD-10 или два блока неуправляемых ракет. Ка-52К имеет гораздо больше ракет, чем Z-20, и вооружён 30-мм пушкой. Ценность транспортного вертолёта Z-8C заключается в его грузоподъёмности и способности переносить лёгкие вездеходы.

Вертолёты морской пехоты
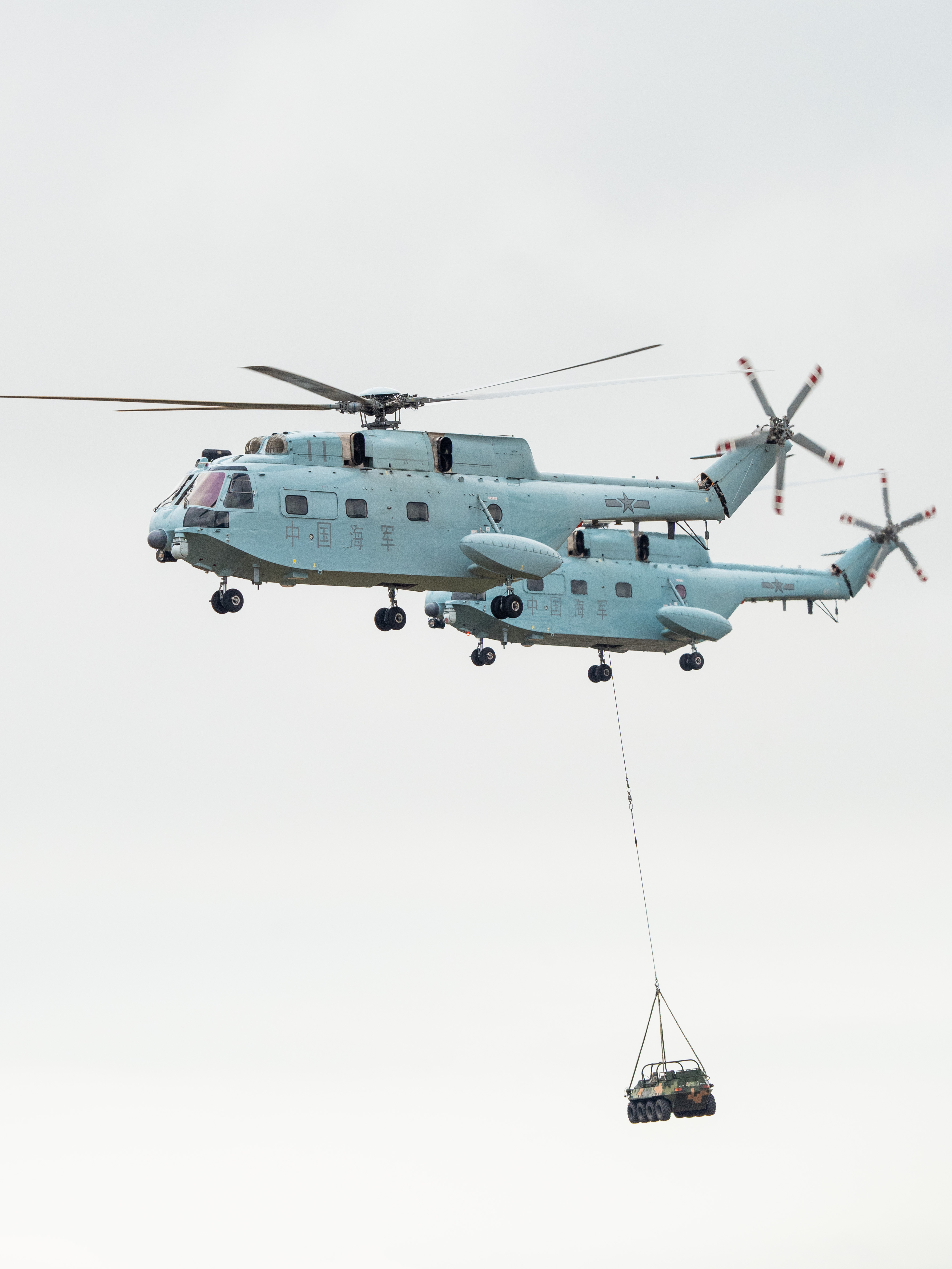
Z-8C
Z-20J

Морпехи оснащены различной сухопутной техникой.

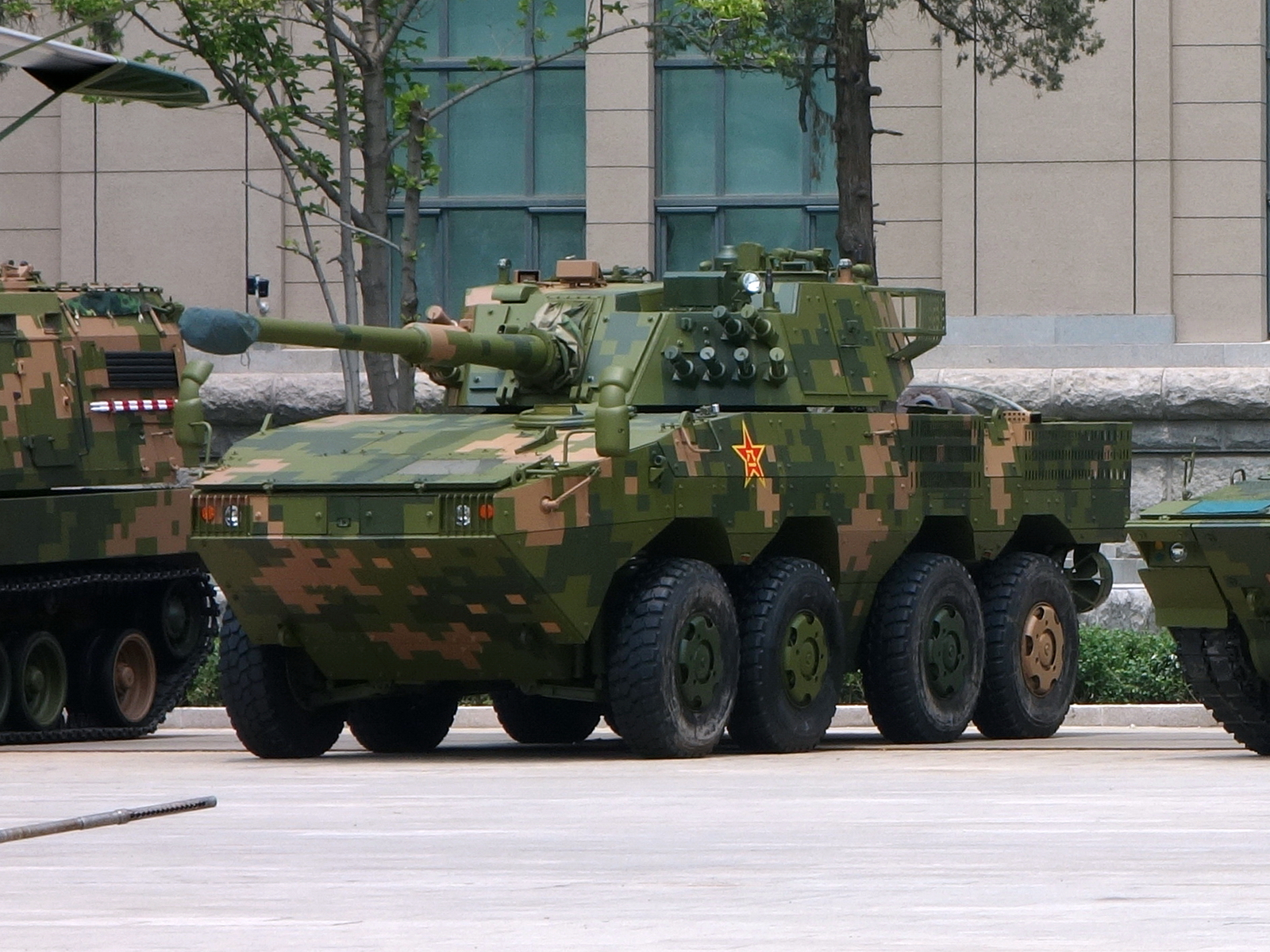
ZTL-11

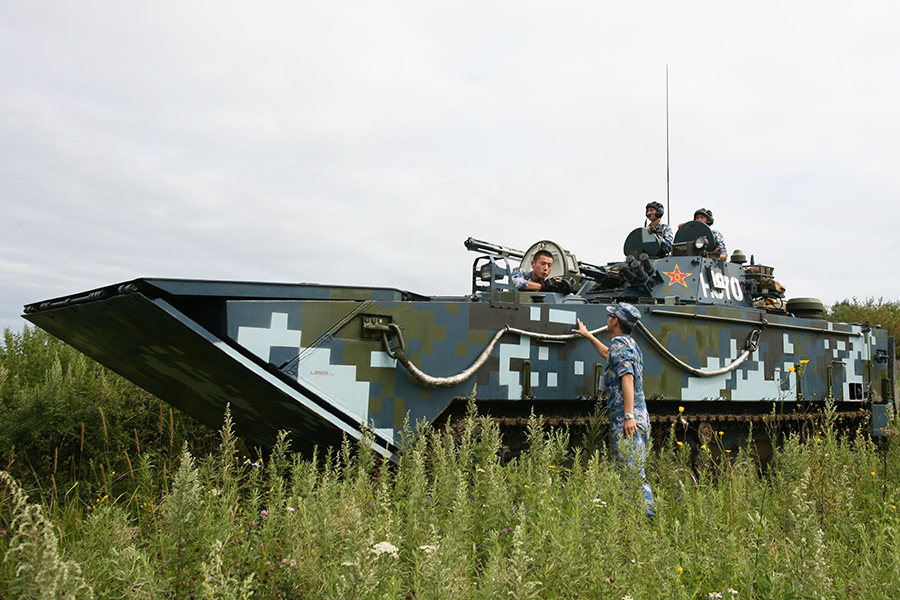
Боевая машина морской пехоты ZBD-05

- ПВО: устаревшая зенитная артиллерия в будущем может быть заменена на ЗРК HQ-17A.
- Артиллерия и миномёты.
  - 122-мм РСЗО тип 81 (опытная эксплуатация)[6]
  - 155-мм самоходная гаубица PCL-181[11]. Нет данных о полной замене 122-мм ствольной артиллерии на 155-мм гаубицы, как и новостей о создании отдельной артиллерийской бригады.
  - 122-мм САУ PLZ-07 (артиллерийские батальоны)
  - 122-мм САУ PLL-09 (артиллерийские батальоны)[12]
  - 81-мм самоходный скорострельный миномёт PCP-001? Не ясна принадлежность полигона, на котором морские пехотинцы и солдаты сухопутных войск знакомились с новым миномётом[13].
- Танки: 105-мм лёгкий танк ZTQ-15 (неизвестные подразделения)[12]. Был окрашен в цвета ZTL-11 и ZBL-08 на совместных с ними стрельбах, в десантных учениях амфибийных батальонов не замечен[14][15]. Корабль на воздушной подушке типа 726A берёт один или два таких танка[16].
- Штурмовые машины (БМТВ)
  - 105-мм плавающая гусеничная машина ZTD-05 (амфибийные батальоны)
  - 105-мм плавающая колёсная машина ZTL-11 (лёгкие механизированные батальоны)
  - 105-мм плавающая колёсная машина на новой платформе VP10 (опытная эксплуатация)[12]
- Боевые машины пехоты
  - Плавающая гусеничная БМП ZBD-05 (амфибийные батальоны)
  - Плавающая колёсная БМП ZBL-08 (лёгкие механизированные батальоны)
- Бронированные автомобили Donfeng CSK-181[17]
- Лёгкие вездеходы Lynx CS/VP4 (неизвестные подразделения)[6]

На вооружении морских пехотинцев имеются переносные противотанковые комплексы и ПЗРК. Инженера проделывают проходы в минных полях при помощи линейных ракетных зарядов. Разведчики оснащены квадрокоптерами, тепловизорами и приборами ночного видения. 
Спецназ вооружён разведывательными и ударными беспилотными орнитоптерами, имитирующими воробьёв и орлов. Орнитоптеры не имеют пропеллеров и летают за счёт взмахов крыльями.

## Боевая подготовка

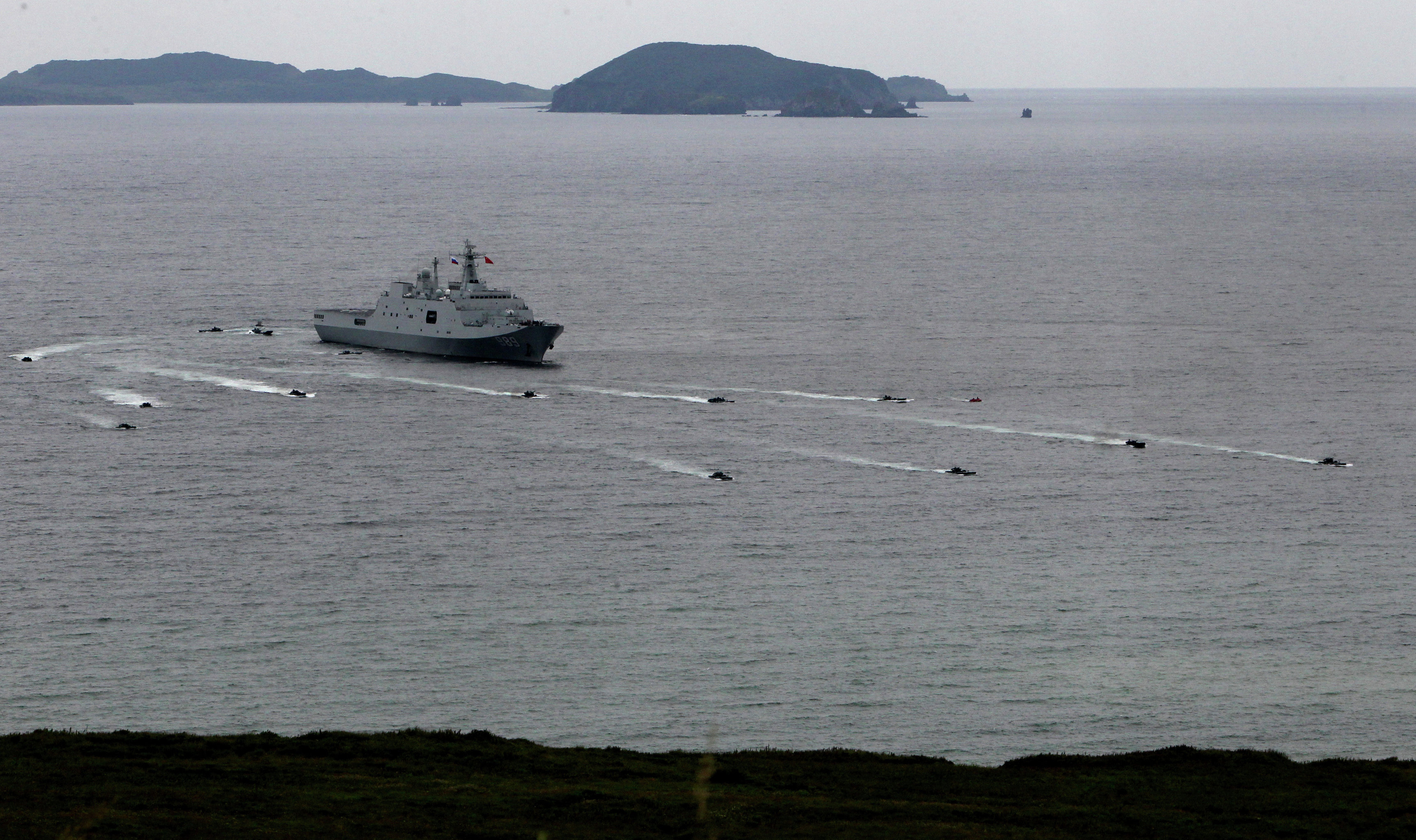
УДК типа 071 высаживает десант нестандартным для него способом, без кораблей на воздушной подушке и вертолётов.

Подразделения морской пехоты КНР, по тактике и доктрине, сопоставимы спецназу ВМС. Их члены проходят усиленное обучение в тактике проведения специальных операций, боевых искусствах, полевом выживании, прыжках с парашютом, и штурмовом десантировании. Они, также, являются экспертами в водолазном деле и подводном плавании, регулярно практикуя покидание подводной лодки через торпедные аппараты, и плавание на длинные расстояния с полной выкладкой.
В типичной десантной операции морской пехоты КНР, после огневой подготовки, к берегам противника подводными лодками и/или специальными типами штурмовых судов доставляются разведчики и инженеры-сапёры, которые очищают зону высадки от наземных и морских мин и подводных препятствий. Разведчикам поручен сбор информации о зоне высадки и передаче её десантным кораблям. Десант морской пехоты доставляется к берегам противника плавающими бронетранспортёрами и кораблями на воздушной подушке. Побережье штурмуют амфибийные батальоны, гусеничная техника которых обладает высокой мореходностью и скоростью передвижения по воде свыше 40 км/ч. Следом доставляются подкрепления в виде лёгких механизированных батальонов. Они мобильнее на земле. Их задача: расширить плацдарм. Наступающая морская пехота располагает танками, САУ, ПТРК и ЗРК, которые оказывают ей необходимую огневую поддержку. В то же самое время, подразделения специального назначения и воздушно-штурмовые батальоны морской пехоты КНР вертолётами будут доставлены в глубину обороны противника. После уничтожения обороны противника, десантировавшиеся войска установят береговой плацдарм, для отражения возможных контратак противника до подхода собственных тяжеловооружённых сухопутных войск.
Чтобы снабжение морской пехоты меньше зависело от портов, у Китая есть в запасе плавучие пирсы.